# So Much Staying Alive and Lovelessness
So Much Staying Alive and Lovelessness — пятый студийный альбом американской инди-рок-группы Joan of Arc, выпущенный 4 февраля 2003 года лейблом Jade Tree. Изначально задуманный как двойной альбом, треки, записанные во время тех же сессий, что и So Much…, были выпущены как In Rape Fantasy and Terror Sex We Trust позже в том же году.

## Отзывы
| Совокупная оценка     | Совокупная оценка |
| Источник              | Оценка            |
| --------------------- | ----------------- |
| Metacritic            | 75/100            |
| Оценки критиков       |                   |
| Источник              | Оценка            |
| Allmusic              | [ 2 ]             |
| Philadelphia Inquirer | [ 3 ]             |

Альбом получил положительные отзывы музыкальной критики и интернет-изданий: Allmusic, The Philadelphia Inquirer. На интернет-агрегаторе Metacritic, который присваивает нормализованный рейтинг из 100 баллов по рецензиям основных изданий, альбом получил средний балл 75, что означает «благоприятный приём».

## Список композиций
1. On A Bedsheet In The Breeze On The Roof — 6:17
2. The Infinite Blessed Yes — 4:27
3. Perfect Need And Perfect Completion — 5:35
4. Olivia Lost — 5:16
5. Diane Cool And Beautiful — 3:43
6. Mr. Participation Billy — 2:20
7. Mean To March — 4:48
8. Hello Goodnight Good Morning Goodbye — 2:45
9. Dead Together — 4:08
10. Madelleine Laughing — 4:14
11. Staying Alive And Lovelessness — 3:08